# Andělský vrch
Der Andělský vrch (deutsch Schöbicht) ist ein Berg in Tschechien und Polen. Die wenig markante bewaldete Erhebung liegt zweieinhalb Kilometer östlich von Nové Město pod Smrkem (Neustadt an der Tafelfichte) an der polnisch-tschechischen Grenze und bildet mit 572 m n.m. die höchste Erhebung der Frýdlantská pahorkatina (Isergebirgsvorland) und von deren Untereinheit Hejnická pahorkatina (Haindorfer Hügelland).

## Geographie
Der Andělský vrch ist der östlichste und höchste Punkt des Jindřichovický hřeben (Heinersdorfer Rückens). An seinem Nordhang entspringt der Jindřichovický potok (Heinersdorfer Wasser). Gegen Osten liegt auf polnischer Seite das Tal der Łużica (Lausitzbach), südwestlich auf tschechischem Gebiet das Tal der Lomnice (Lomnitzbach).
Südöstlich erhebt sich die Czerniawska Kopa (Dresslerberg, 776 m n.m.), im Süden die Mała Góra (Kleine Berg, 728 m n.m.), die Rapická hora (Raplitz, 708 m n.m.) und der Měděnec (Kupferberg, 777 m n.m.) sowie westlich der Hřebenáč (Kohlhübel, 566 m n.m.). Am südlichen Fuße des Andělský vrch verläuft die Silnice II/291 von Frýdlant v Čechách (Friedland in Böhmen) über Nové Město pod Smrkem ins polnische Świeradów-Zdrój (Bad Flinsberg).
Umliegende Ortschaften sind Dětřichovec (Dittersbächel) und Na Hranici (Hainbusch) im Norden, Wola Sokołowska (Heller), Unięcice (Meffersdorf), Gierałtówek (Neu Gersdorf) und Pobiedna im Nordosten, Ulicko (Bergstraß und Straßberg) im Osten, Bílý Potok (Weißbach) im Süden, Lázně Libverda ( Bad Liebwerda) und Přebytek (Überschar) im Südwesten, Nové Město pod Smrkem und Podlesí im Westen sowie Horní Řasnice und Jindřichovice pod Smrkem (Heinersdorf an der Tafelfichte) im Nordwesten.

## Geschichte
Der alte Name Schöbicht leitet sich analog zum Schöber von einer stark ansteigenden Straße her.  Diese führte südlich des Berges zwischen Straßberg und Neustadt über einen Pass vom Tal der Łużica (Lausitzbach) zum Tal der Lomnice (Lomnitzbach). An der Grenze (zwischen Schlesien und Böhmen) lag das Dorf Schickewald, das während des Dreißigjährigen Krieges zerstört wurde und erlosch. Wann der Name Andělský vrch (deutsch, wörtlich Engelsberg) entstand, ist nicht bekannt. Auf polnischen Karten wird die Erhebung namenlos dargestellt.
1803/4 ließ Adolf Traugott von Gersdorff an der Nordostflanke auf ca. 600 m Höhe einen Turm, den er als Observatorium nutzte, erbauen. Später wurde von Gersdorffs Mon Plaisir-Turm (aus dem Französischen Mein Vergnügen) in Kaiser-Wilhelm-Turm umbenannt, das Ensemble baulich verändert und als Gastronomiebetrieb genutzt. Nach 1945 verfiel die Anlage, vom Turm existieren nur noch die Außenmauern.
Nachdem seit 1780 die Heilquelle im Tal des Ztracený potok zwischen dem Měděnec (Kupferberg, 777 m n.m.) und dem Sviňský vrch (Sauberg, 556 m n.m.) bekannt war, wurde zu Beginn des 21. Jahrhunderts das quellenreiche, jedoch wenig erschlossene Gebiet östlich von Nové Město pod Smrkem näher untersucht. Im Jahre 2010 begann eine gemeinschaftliche Suche nach radioaktiven Quellen durch die Fakultät für Naturwissenschaften der Karlsuniversität und das Technische Institut der Technischen Universität Wrocław. Am 12. Juni 2010 wurde dabei die Quelle Rafael mit einer Radioaktivität von 3000 Bq/l entdeckt. Danach wurden weitere zehn Quellen aufgefunden, von denen die Quelle Michael mit 5500 Bq/l die stärkste radioaktive Mineralwasserquelle in Tschechien ist. Das Wasser der Quelle Uriel ist schwefelwasserstoffhaltig. Eine kleine Moorquelle wurde als Samuelquelle benannt. Die Radioaktivität der Quellwasser ist mit den radioaktiven Quellen von Jáchymov (Sankt Joachimsthal) vergleichbar.